# Осачук Сергій Дмитрович
Осачук Сергій Дмитрович (нар. 7 червня 1972, Чернівці, УРСР) — український військовослужбовець, державний діяч та історик, почесний консул Австрії, голова Чернівецької ОДА з 22 листопада 2019 до 14 липня 2022 року.

## Життєпис
1989—1994 — навчався у Чернівецькому державному університеті імені Юрія Федьковича  на історичному факультеті.
1995—1996 — стажувався в університетах Відня та Мюнхена.
Кандидат історичних наук (1999), старший науковий співробітник Центру буковинознавства при Чернівецькому національному університеті. Автор історичних дослідів про німців Буковини, міжетнічні стосунки, історію Чернівців та Буковини.
З грудня 2014 по листопад 2019 р. — почесний консул Австрії в Чернівцях, член Наглядової Ради Буковина Інституту при Аугбурському університеті (Німеччина)
З 2022 року бере участь у бойових діях в складі Сил оборони України. Військове звання - полковник. 

## Політична та громадська діяльність
У 1990 році організував спільно з австрійськими партнерами товариство "Чорний Хрест", яке переймалося відновленням військових поховань часів Першої світової війни. У 2009 році співзасновник Міжнародного поетичного фестивалю Meridian Czernowitz.
2010 року балотувався до Чернівецької міськради.
З червня 2012 — радник міського голови Чернівців з питань культурної політики та міжнародних питань.
2006-2015 член і голова громадської консультативної ради із збереження культурної спадщини при виконкомі Чернівецької міської ради. 
Засновник Літературного целанівського центру, засновник і керівник ГО "Буковинський медіацентр Бель В’ю". 

З 22 листопада 2019 до 14 липня 2022 року — голова Чернівецької обласної державної адміністрації (начальник Чернівецької обласної військової адміністрації). У 2021-2022 р.р. - заступник керівника Конгресу місцевих та регіональних влад при Президентові України. 